# Utricularia raynalii
Espèce
Utricularia raynalii est une espèce de plantes à fleurs de la famille des Lentibulariaceae. C'est une plante carnivore aquatique endémique d'Afrique tropicale où elle est trouvée au Burkina Faso, Cameroun, en République Centrafricaine, au Rwanda, au Sénégal, au Soudan et au Tchad. Elle a été décrite en 1986 dans le Kew Bulletin par Peter Taylor, qui l'a dédiée à Jean Raynal, botaniste français.